# لبلیا ارینوس
لبلیا ارینوس (نام علمی: Lobelia erinus) نام یک گونه از تیره گل‌استکانیان است.